# Acanthurus monroviae
Acanthurus monroviae là một loài cá biển thuộc chi Acanthurus trong họ Cá đuôi gai. Loài cá này được mô tả lần đầu tiên vào năm 1876.

## Từ nguyên
Danh pháp của loài cá này, monroviae, được đặt theo tên của nơi đầu tiên phát hiện ra chúng, thủ đô Monrovia của Liberia.

## Phạm vi phân bố và môi trường sống
A. monroviae có phạm vi phân bố phổ biến ở Đông Đại Tây Dương. Loài cá này được ghi nhận từ vùng biển ngoài khơi phía nam Maroc trải dài dọc theo bờ biển Tây Phi đến Angola, bao gồm các tất cả các quần đảo ngoài khơi là quần đảo Canary, quần đảo Cape Verde và São Tomé và Príncipe trong vịnh Guinea.
A. monroviae cũng đã mở rộng phạm vi của loài đến Địa Trung Hải. Nhiều cá thể của A. monroviae đã được tìm thấy dọc theo bờ biển phía nam Bồ Đào Nha, phía nam Tây Ban Nha, ngoài khơi Algérie, Tunisia và Israel. Ngoài ra, ở Tây Đại Tây Dương, A. monroviae cũng đã được ghi nhận ở vùng biển phía đông nam của bang São Paulo, Brazil.
A. monroviae sinh sống gần các rạn san hô mọc trên đáy đá, và cũng được tìm thấy trong các đầm phá và gần cửa sông. Loài này đã được ghi nhận là sống ở độ sâu đến 200 m, nhưng độ sâu sinh sống phổ biến thường từ khoảng 40 m trở lại.

## Mô tả
Chiều dài cơ thể tối đa được ghi nhận ở A. monroviae là 45 cm. Loài cá này có một mảnh xương nhọn chĩa ra ở mỗi bên cuống đuôi tạo thành ngạnh sắc, là đặc điểm của họ Cá đuôi gai. Ngạnh của chúng có màu vàng nâu, và được bao quanh bởi một đốm màu vàng da cam nổi bật.
Cơ thể của A. monroviae có màu nâu xám với những đường vân dọc theo chiều ngang ở hai bên cơ thể. Vây ngực có vệt màu vàng nâu mờ. Đuôi lõm, sáng màu hơn thân, thùy đuôi nhọn. Các vây sẫm nâu hơn thân.
Số gai ở vây lưng: 9; Số tia vây ở vây lưng: 24 - 26; Số gai ở vây hậu môn: 3; Số tia vây ở vây hậu môn: 24 - 26.

## Sinh thái
A. monroviae ăn động vật phù du, thực vật phù du và vụn hữu cơ. A. monroviae thường sống đơn độc; ở ngoài khơi Brazil, loài này được quan sát là đã nhập vào đàn của Acanthurus chirurgus và kiếm ăn cùng với các thành viên trong đàn.

## Đánh bắt
A. monroviae là một thành phần của ngành thương mại cá cảnh. Loài này có giá dao động từ 199,95 đến 299,95 USD một con. A. monroviae được thu thập phổ biến nhất là từ Nam Maroc cho đến Nigeria, bao gồm cả Cape Verde.